# Soła
Soła (čti Sowa) je řeka v jižním Polsku, pravostranný přítok Visly.

## Průběh toku
Soła vzniká v Západních Beskydech, v blízkosti hranic se Slovenskem a protéká pánví Kotlina Oświęcimska. Vzniká soutokem několika malých potoků u obce Rajcza (okres Żywiec, Slezské vojvodství). Řeka teče severovýchodně dolů přes Żywieckou kotlinu do měst Żywiec a Kęty, když tvoří hranici mezi Slezskými Beskydami a Żywieckými Beskydami. Po 89 km se Soła vlévá do řeky Visly poté, co protéká městem Osvětim.
Řeka teče nedaleko od bývalého koncentračního tábora Auschwitz I. Státní muzeum Auschwitz-Birkenau uvádí, že lidský popel a drcené kosti zavražděných byly někdy vyhozeny do řeky.
Soła protéká nebo teče v blízkosti těchto obcí: Rajcza, Milówka, Cisiec, Węgierska Górka, Cięcina, Radziechowy Wieprz, Żywiec, Tresna,  Czernichów, Międzybrodzie Żywieckie, Międzybrodzie Bialskie,  Porąbka, Czaniec, Kobiernice, Kęty,  Nowa Wieś, Hecznarowice,  Bielany,  Leki a Osvětim.